# Mehdi Taremi
Mehdi Taremi (in persiano مهدی طارمی‎; Bushehr, 18 luglio 1992) è un calciatore iraniano, attaccante dell'Inter e della nazionale iraniana.
Dopo gli inizi in Iran e in Qatar, approda in Europa per giocare con il Rio Ave e dopo una stagione viene acquistato dal Porto, con cui vince un campionato portoghese, tre Coppe e due Supercoppe del Portogallo e una Coppa di Lega portoghese.
Convocato nella nazionale iraniana a partire dal 2015, ha partecipato a due campionati mondiali (2018 e 2022), due Coppe d'Asia (2019 e 2023) e una CAFA Nations.
A livello individuale è stato due volte capocannoniere del campionato iraniano e due volte capocannoniere di quello portoghese.

## Caratteristiche tecniche
Centravanti puro che dispone di resistenza, potenza fisica, agilità, rapidità e di un buon senso della posizione. Durante la sua carriera è stato impiegato pure da ala su entrambe le fasce nel 4-3-3. Il suo piede forte è il destro, pur sapendo calciare discretamente di sinistro. Sa colpire bene anche di testa, inoltre è un buon tiratore di rigori. Dispone di un buon fiuto del gol, oltre a essere avvezzo ai gesti acrobatici, come quelli in rovesciata. Abile a muoversi senza palla, si distingue anche per il lavoro che svolge come rifinitore e per il pressing che fa sui difensori avversari.

## Carriera

### Club

#### Esperienze in Iran e in Qatar

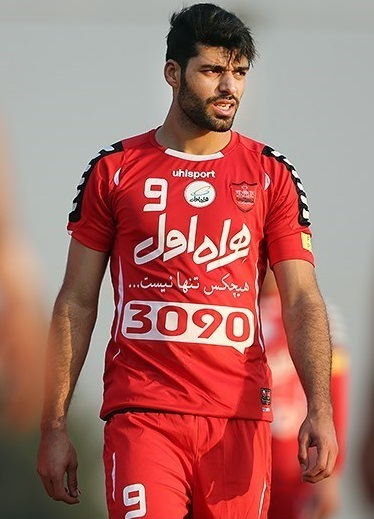
Taremi con la maglia del nel 2016

Inizia a giocare nelle giovanili del Bargh Bushehr, per poi trasferirsi nelle giovanili dell'Iranjavan nel 2006. Nell'estate del 2010 viene ingaggiato dal Shahin Bushehr, con cui segna una rete in 7 presenze in due stagioni. Nell'inverno del 2012 viene lasciato libero dal Shahin Bushehr per prestare il servizio militare. Nell'estate del 2013 torna all'Iranjavan, con cui segna 12 reti in 22 partite nell'annata 2013-2014, in cui si piazza secondo nella classifica dei marcatori della Lega Azadegan, la seconda divisione iraniana, alle spalle di Mokhtar Jomehzadeh.
Nell'estate del 2014 viene ingaggiato dal Persepolis. Esordisce nella partita di campionato pareggiata per 1-1 contro il Naft Teheran, subentrando al 90º minuto a Reza Norouzi, e segna la prima rete con la squadra il 15 agosto 2014, nella gara vinta per 1-0 contro lo Zob Ahan. Con il Persepolis si laurea per due volte capocannoniere del campionato iraniano (2015-2016, 2016-2017) e viene letto in un'occasione migliore calciatore del campionato (2015-2016).
L'8 gennaio 2018 lascia l'Iran per trasferirsi in Qatar nell'Al-Gharafa. Con il club qatariota realizza 21 reti in 42 partite, ben figurando pure nell'AFC Champions League.

#### Rio Ave
Il 23 luglio 2019 firma per i portoghesi del Rio Ave, segnalandosi già al debutto con una tripletta nel successo per 5-1 contro il CD Aves. Con i vilacondenses s'impone sin da subito segnando 18 gol in campionato, risultando esserne il capocannoniere a pari merito con Pizzi e Carlos Vinicius.

#### Porto

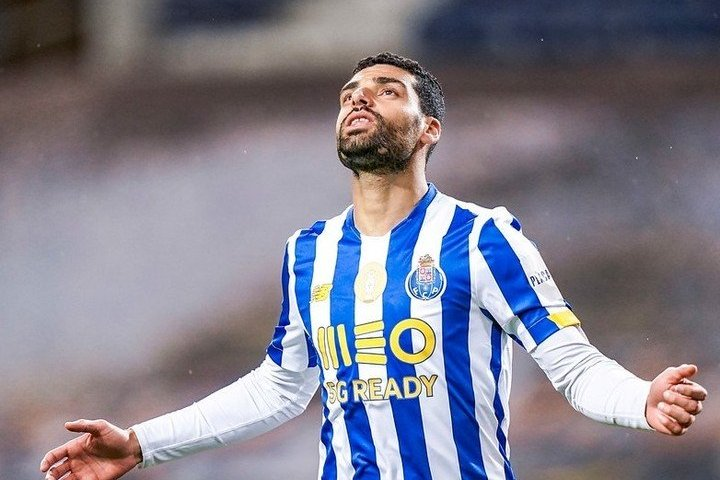
Taremi con la maglia del nel 2022

Il 31 agosto 2020 viene acquistato dal Porto. Nelle file dei Dragoes si afferma come titolare al fianco di Moussa Marega, segnando la prima rete in campionato l'8 novembre 2020 nel successo contro la Portimonense e raggiungendo successivamente la doppia cifra nella medesima competizione. Al contempo brilla pure in UEFA Champions League, segnando all'andata degli ottavi nel successo per 2-1 contro la Juventus (primo gol per lui nella massima competizione europea), e diventando contestualmente il primo iraniano a realizzare una rete nella fase a eliminazione diretta della Champions; al ritorno della sfida con i torinesi viene espulso al 56', ma la sua squadra accede ai quarti dopo i supplementari, nonostante la sconfitta per 3-2, grazie alla regola dei gol fuori casa. Ai quarti i lusitani pescano il Chelsea, ma vengono eliminati nonostante il successo per 0-1 a Stamford Bridge al ritorno con gol di Taremi in rovesciata, che non basta a rimontare lo 0-2 patito in casa all'andata (in cui Taremi era assente per squalifica). Il pregevole gol contro gli inglesi vale a Taremi il premio di Gol della stagione assegnato dalla UEFA per l'annata 2020-2021.

#### Inter
Nel luglio 2024 viene ingaggiato a parametro zero dall'Inter, esordendo in Serie A il 17 agosto quando subentra a Çalhanoǧlu nel quarto d'ora finale della partita contro il Genoa. Debutta in Champions League come titolare nella partita pareggiata per 0-0 contro il Manchester City. Il 1º ottobre 2024 segna il suo primo gol con i nerazzurri, nella partita di Champions League vinta per 4-0 contro la Stella Rossa, segnando il calcio di rigore che fissa il risultato finale. Il 6 gennaio 2025 va a segno nella finale di Supercoppa Italiana contro il Milan, siglando il momentaneo gol del 2-0 nella partita che poi i rossoneri vinceranno per 3-2. Il 26 gennaio segna la sua prima rete in Serie A, realizzando un calcio di rigore nel successo per 4-0 in casa del Lecce.
Il conflitto esploso in Iran il 13 giugno 2025gli impedirà di aggregarsi alla rosa nerazzurra in vista del FIFA Mondiale per club, a causa dell’impossibilità di reperire un mezzo di trasporto sicuro.
Nel luglio 2025, il Botafogo presentò una proposta di contratto di due anni e mezzo per Mehdi Taremi, allora all'Internazionale. L'iraniano, tuttavia, rifiutò l'offerta, per negoziare con i club della Premier League.

### Nazionale

#### Nazionali giovanili
A livello di nazionali giovanili ha rappresentato in sei occasioni l'Under-20 e in una gara del 2013 la selezione Under-23. Con la nazionale maggiore, invece, detiene attualmente il primato del giocatore iraniano con più reti ai mondiali.

#### Nazionale maggiore

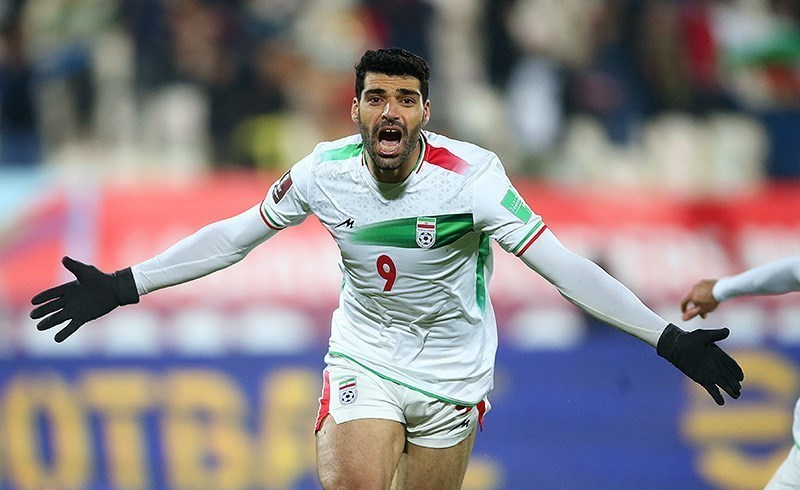
Taremi festeggia il gol segnato all'Iraq, che permette all'Iran di qualificarsi al

Il 28 maggio 2015 riceve dal selezionatore Carlos Queiroz, all'età di 22 anni e 10 mesi, la prima chiamata in nazionale maggiore, con cui debutta l'11 giugno seguente venendo schierato per la prima volta titolare nella vittoriosa amichevole giocata sul campo dell'Uzbekistan (0-1), mentre il 3 settembre segna le sue prime reti in nazionale contribuendo con una doppietta alla vittoria per 6-0 su Guam in un match valido per le qualificazioni ai Mondiali 2018. Due anni più tardi, il 12 giugno 2017, realizza il gol del definitivo 2-0 che permette all'Iran di battere in casa l'Uzbekistan e qualificarsi per la seconda volta consecutiva alla Coppa del Mondo.
Il 10 giugno 2018 viene inserito nella lista dei 23 convocati per partecipare al Mondiale di Russia 2018, dove l'Iran arriva vicino a uno storico passaggio del turno a scapito del più quotato Portogallo, ma nella sfida proprio contro i lusitani, conclusasi sul punteggio di 1-1, Taremi all'ultimo minuto ha fallito l'occasione che avrebbe permesso alla propria squadra la prima qualificazione agli ottavi in assoluto.
Pochi mesi dopo viene convocato per la Coppa d'Asia, in cui mette a segno tre reti: prima una doppietta nel 5-0 allo Yemen ai gironi, poi un gol ai quarti nel successo per 3-0 contro la Cina. Non scende in campo nella semifinale in cui gli iraniani sono stati eliminati dal Giappone (3-0).
Convocato per disputare la fase finale del campionato del mondo 2022, gioca un'amichevole contro Uruguay, vincendo per 1-0 grazie a un suo gol. Alla Coppa del Mondo, nella partita inaugurale del Gruppo B, mette a segno una doppietta contro l'Inghilterra, vittoriosa per 6-2, mentre nel match successivo fornisce a Rezaian l'assist per il gol del definitivo 2-0 con cui l'Iran s'impone sul Galles.
Nel gennaio 2024 viene convocato per la Coppa d'Asia, dove realizza una doppietta nel terzo incontro della fase a gironi vinto per 2-1 contro la nazionale degli Emirati Arabi Uniti. Agli ottavi di finale segna un rigore nel primo tempo pareggiando contro la Siria, dopo un 1-1 l'Iran vince per 5-4 ai rigori. Nella semifinale l'Iran viene eliminato dal Qatar che si impone per 3-2: Taremi viene ripreso per il suo eccessivo accanimento contro i tifosi del Qatar allo stadio.
A marzo 2025 sigla una doppietta con la nazionale iraniana nella sfida contro l'Uzbekistan, valida per il Girone A della terza fase delle qualificazioni asiatiche e terminata 2-2. Grazie a questo risultato, l'Iran si qualifica aritmeticamente al campionato del mondo 2026.

## Statistiche

### Presenze e reti nei club
Statistiche aggiornate al 23 maggio 2025.
| Stagione          | Squadra           | Campionato        | Campionato | Campionato | Coppe nazionali | Coppe nazionali | Coppe nazionali | Coppe continentali | Coppe continentali | Coppe continentali | Altre coppe | Altre coppe | Altre coppe | Totale | Totale |
| Stagione          | Squadra           | Comp              | Pres       | Reti       | Comp            | Pres            | Reti            | Comp               | Pres               | Reti               | Comp        | Pres        | Reti        | Pres   | Reti   |
| ----------------- | ----------------- | ----------------- | ---------- | ---------- | --------------- | --------------- | --------------- | ------------------ | ------------------ | ------------------ | ----------- | ----------- | ----------- | ------ | ------ |
| 2014-2015         | Persepolis        | PL                | 26         | 7          | CI              | 4               | 0               | ACL                | 8                  | 1                  | -           | -           | -           | 38     | 8      |
| 2015-2016         | Persepolis        | PL                | 25         | 16         | CI              | 2               | 2               | -                  | -                  | -                  | -           | -           | -           | 27     | 18     |
| 2016-2017         | Persepolis        | PL                | 29         | 18         | CI              | 0               | 0               | ACL                | 10                 | 7                  | -           | -           | -           | 39     | 25     |
| 2017-gen. 2018    | Persepolis        | PL                | 7          | 4          | CI              | 0               | 0               | ACL                | 0                  | 0                  | SI          | 1           | 0           | 8      | 4      |
| Totale Persepolis | Totale Persepolis | Totale Persepolis | 87         | 45         |                 | 6               | 2               |                    | 18                 | 8                  |             | 1           | 0           | 112    | 55     |
| gen.-giu. 2018    | Al-Gharafa        | QSL               | 8          | 5          | EQC             | 2               | 0               | ACL                | 7                  | 5                  | CQ          | 1           | 1           | 18     | 11     |
| 2018-2019         | Al-Gharafa        | QSL               | 22         | 8          | EQC             | 2               | 2               | ACL                | 1                  | 1                  | -           | -           | -           | 25     | 11     |
| Totale Al-Gharafa | Totale Al-Gharafa | Totale Al-Gharafa | 30         | 13         |                 | 4               | 2               |                    | 8                  | 6                  |             | 1           | 1           | 43     | 22     |
| 2019-2020         | Rio Ave           | PL                | 30         | 18         | CP+CdL          | 4+3             | 2+1             | -                  | -                  | -                  | -           | -           | -           | 37     | 21     |
| 2020-2021         | Porto             | PL                | 34         | 16         | CP+CdL          | 6+1             | 5+0             | UCL                | 6                  | 2                  | SP          | 1           | 0           | 48     | 23     |
| 2021-2022         | Porto             | PL                | 32         | 20         | CP+CdL          | 6+1             | 3+1             | UCL+UEL            | 6+3                | 1+1                | -           | -           | -           | 48     | 26     |
| 2022-2023         | Porto             | PL                | 33         | 22         | CP+CdL          | 5+5             | 0+2             | UCL                | 7                  | 5                  | SP          | 1           | 2           | 51     | 31     |
| 2023-2024         | Porto             | PL                | 23         | 6          | CP+CdL          | 2+2             | 2+1             | UCL                | 7                  | 2                  | SP          | 1           | 0           | 35     | 11     |
| Totale Porto      | Totale Porto      | Totale Porto      | 122        | 64         |                 | 28              | 14              |                    | 29                 | 11                 |             | 3           | 2           | 182    | 91     |
| 2024-2025         | Inter             | A                 | 26         | 1          | CI              | 3               | 0               | UCL                | 12                 | 1                  | SI+Cmc      | 2+0         | 1+0         | 43     | 3      |
| Totale carriera   | Totale carriera   | Totale carriera   | 295        | 141        |                 | 48              | 21              |                    | 67                 | 26                 |             | 7           | 4           | 417    | 192    |

### Cronologia presenze e reti in nazionale
| Cronologia completa delle presenze e delle reti in nazionale ― Iran | Cronologia completa delle presenze e delle reti in nazionale ― Iran | Cronologia completa delle presenze e delle reti in nazionale ― Iran | Cronologia completa delle presenze e delle reti in nazionale ― Iran | Cronologia completa delle presenze e delle reti in nazionale ― Iran | Cronologia completa delle presenze e delle reti in nazionale ― Iran | Cronologia completa delle presenze e delle reti in nazionale ― Iran | Cronologia completa delle presenze e delle reti in nazionale ― Iran |
| Data                                                                | Città                                                               | In casa                                                             | Risultato                                                           | Ospiti                                                              | Competizione                                                        | Reti                                                                | Note                                                                |
| ------------------------------------------------------------------- | ------------------------------------------------------------------- | ------------------------------------------------------------------- | ------------------------------------------------------------------- | ------------------------------------------------------------------- | ------------------------------------------------------------------- | ------------------------------------------------------------------- | ------------------------------------------------------------------- |
| 11-6-2015                                                           | Tashkent                                                            | Uzbekistan                                                          | 0 – 1                                                               | Iran                                                                | Amichevole                                                          | -                                                                   | 46’                                                                 |
| 16-6-2015                                                           | Aşgabat                                                             | Turkmenistan                                                        | 1 – 1                                                               | Iran                                                                | Qual. Mondiali 2018                                                 | -                                                                   | 46’ 51’                                                             |
| 3-9-2015                                                            | Teheran                                                             | Iran                                                                | 6 – 0                                                               | Guam                                                                | Qual. Mondiali 2018                                                 | 2                                                                   |                                                                     |
| 8-9-2015                                                            | Nuova Delhi                                                         | India                                                               | 0 – 3                                                               | Iran                                                                | Qual. Mondiali 2018                                                 | 1                                                                   | 62’                                                                 |
| 8-10-2015                                                           | Mascate                                                             | Oman                                                                | 1 – 1                                                               | Iran                                                                | Qual. Mondiali 2018                                                 | -                                                                   | 78’ 82’                                                             |
| 13-10-2015                                                          | Teheran                                                             | Iran                                                                | 1 – 1                                                               | Giappone                                                            | Amichevole                                                          | -                                                                   | 83’                                                                 |
| 17-11-2015                                                          | Dededo                                                              | Guam                                                                | 0 – 6                                                               | Iran                                                                | Qual. Mondiali 2018                                                 | 2                                                                   | 71’                                                                 |
| 24-3-2016                                                           | Teheran                                                             | Iran                                                                | 4 – 0                                                               | India                                                               | Qual. Mondiali 2018                                                 | -                                                                   | 66’                                                                 |
| 29-3-2016                                                           | Teheran                                                             | Iran                                                                | 2 – 0                                                               | Oman                                                                | Qual. Mondiali 2018                                                 | -                                                                   | 81’                                                                 |
| 2-6-2016                                                            | Skopje                                                              | Macedonia                                                           | 1 – 3                                                               | Iran                                                                | Amichevole                                                          | -                                                                   | 64’                                                                 |
| 7-6-2016                                                            | Teheran                                                             | Iran                                                                | 6 – 0                                                               | Kirghizistan                                                        | Amichevole                                                          | 1                                                                   | 64’                                                                 |
| 1-9-2016                                                            | Teheran                                                             | Iran                                                                | 2 – 0                                                               | Qatar                                                               | Qual. Mondiali 2018                                                 | -                                                                   | 76’                                                                 |
| 6-10-2016                                                           | Tashkent                                                            | Uzbekistan                                                          | 0 – 1                                                               | Iran                                                                | Qual. Mondiali 2018                                                 | -                                                                   | 76’                                                                 |
| 11-10-2016                                                          | Teheran                                                             | Iran                                                                | 1 – 0                                                               | Corea del Sud                                                       | Qual. Mondiali 2018                                                 | -                                                                   | 82’                                                                 |
| 11-11-2016                                                          | Shah Alam                                                           | Papua Nuova Guinea                                                  | 1 – 8                                                               | Iran                                                                | Amichevole                                                          | 1                                                                   | 46’                                                                 |
| 15-11-2016                                                          | Paroi                                                               | Siria                                                               | 0 – 0                                                               | Iran                                                                | Qual. Mondiali 2018                                                 | -                                                                   | 60’                                                                 |
| 23-3-2017                                                           | Doha                                                                | Qatar                                                               | 0 – 1                                                               | Iran                                                                | Qual. Mondiali 2018                                                 | 1                                                                   | 85’                                                                 |
| 28-3-2017                                                           | Teheran                                                             | Iran                                                                | 1 – 0                                                               | Cina                                                                | Qual. Mondiali 2018                                                 | 1                                                                   |                                                                     |
| 12-6-2017                                                           | Teheran                                                             | Iran                                                                | 2 – 0                                                               | Uzbekistan                                                          | Qual. Mondiali 2018                                                 | 1                                                                   | 90’                                                                 |
| 31-8-2017                                                           | Seul                                                                | Corea del Sud                                                       | 0 – 0                                                               | Iran                                                                | Qual. Mondiali 2018                                                 | -                                                                   | 64’                                                                 |
| 5-9-2017                                                            | Teheran                                                             | Iran                                                                | 2 – 2                                                               | Siria                                                               | Qual. Mondiali 2018                                                 | -                                                                   | 85’                                                                 |
| 10-10-2017                                                          | Kazan'                                                              | Russia                                                              | 1 – 1                                                               | Iran                                                                | Amichevole                                                          | -                                                                   | 75’                                                                 |
| 9-11-2017                                                           | Graz                                                                | Panama                                                              | 1 – 2                                                               | Iran                                                                | Amichevole                                                          | -                                                                   | 58’                                                                 |
| 27-3-2018                                                           | Graz                                                                | Iran                                                                | 2 – 1                                                               | Algeria                                                             | Amichevole                                                          | 1                                                                   | 40’                                                                 |
| 19-5-2018                                                           | Teheran                                                             | Iran                                                                | 1 – 0                                                               | Uzbekistan                                                          | Amichevole                                                          | -                                                                   |                                                                     |
| 28-5-2018                                                           | Graz                                                                | Turchia                                                             | 2 – 1                                                               | Iran                                                                | Amichevole                                                          | -                                                                   | 59’                                                                 |
| 8-6-2018                                                            | Mosca                                                               | Iran                                                                | 1 – 0                                                               | Lituania                                                            | Amichevole                                                          | -                                                                   | 20’                                                                 |
| 15-6-2018                                                           | San Pietroburgo                                                     | Marocco                                                             | 0 – 1                                                               | Iran                                                                | Mondiali 2018 - 1º turno                                            | -                                                                   | 67’                                                                 |
| 20-6-2018                                                           | Kazan'                                                              | Iran                                                                | 0 – 1                                                               | Spagna                                                              | Mondiali 2018 - 1º turno                                            | -                                                                   |                                                                     |
| 25-6-2018                                                           | Saransk                                                             | Iran                                                                | 1 – 1                                                               | Portogallo                                                          | Mondiali 2018 - 1º turno                                            | -                                                                   |                                                                     |
| 11-9-2018                                                           | Tashkent                                                            | Uzbekistan                                                          | 0 – 1                                                               | Iran                                                                | Amichevole                                                          | -                                                                   | 46’                                                                 |
| 16-10-2018                                                          | Teheran                                                             | Iran                                                                | 2 – 1                                                               | Bolivia                                                             | Amichevole                                                          | -                                                                   | 78’                                                                 |
| 20-11-2018                                                          | Doha                                                                | Iran                                                                | 1 – 1                                                               | Venezuela                                                           | Amichevole                                                          | -                                                                   | 82’                                                                 |
| 24-12-2018                                                          | Doha                                                                | Iran                                                                | 1 – 1                                                               | Palestina                                                           | Amichevole                                                          | 1                                                                   |                                                                     |
| 31-12-2018                                                          | Doha                                                                | Qatar                                                               | 1 – 2                                                               | Iran                                                                | Amichevole                                                          | 1                                                                   | 67’                                                                 |
| 7-1-2019                                                            | Abu Dhabi                                                           | Iran                                                                | 5 – 0                                                               | Yemen                                                               | Coppa d'Asia 2019 - 1º turno                                        | 2                                                                   | 71’                                                                 |
| 12-1-2019                                                           | Abu Dhabi                                                           | Vietnam                                                             | 0 – 2                                                               | Iran                                                                | Coppa d'Asia 2019 - 1º turno                                        | -                                                                   | 19’ 64’                                                             |
| 16-1-2019                                                           | Dubai                                                               | Iran                                                                | 0 – 0                                                               | Iraq                                                                | Coppa d'Asia 2019 - 1º turno                                        | -                                                                   | 63’                                                                 |
| 20-1-2019                                                           | Abu Dhabi                                                           | Iran                                                                | 2 – 0                                                               | Oman                                                                | Coppa d'Asia 2019 - Ottavi di finale                                | -                                                                   |                                                                     |
| 24-1-2019                                                           | Abu Dhabi                                                           | Cina                                                                | 0 – 3                                                               | Iran                                                                | Coppa d'Asia 2019 - Quarti di finale                                | 1                                                                   | 67’                                                                 |
| 6-6-2019                                                            | Doha                                                                | Iran                                                                | 5 – 0                                                               | Siria                                                               | Amichevole                                                          | 3                                                                   |                                                                     |
| 11-6-2019                                                           | Seul                                                                | Corea del Sud                                                       | 1 – 1                                                               | Iran                                                                | Amichevole                                                          | -                                                                   | 90+1’                                                               |
| 10-10-2019                                                          | Teheran                                                             | Iran                                                                | 14 – 0                                                              | Cambogia                                                            | Qual. Mondiali 2022                                                 | 2                                                                   |                                                                     |
| 15-10-2019                                                          | Riffa                                                               | Bahrein                                                             | 1 – 0                                                               | Iran                                                                | Qual. Mondiali 2022                                                 | -                                                                   |                                                                     |
| 14-11-2019                                                          | Amman                                                               | Iraq                                                                | 2 – 1                                                               | Iran                                                                | Qual. Mondiali 2022                                                 | -                                                                   | 62’                                                                 |
| 8-10-2020                                                           | Tashkent                                                            | Uzbekistan                                                          | 1 – 2                                                               | Iran                                                                | Amichevole                                                          | 1                                                                   | 71’                                                                 |
| 30-3-2021                                                           | Teheran                                                             | Iran                                                                | 3 – 0                                                               | Siria                                                               | Amichevole                                                          | -                                                                   |                                                                     |
| 3-6-2021                                                            | Arad                                                                | Iran                                                                | 3 – 1                                                               | Hong Kong                                                           | Qual. Mondiali 2022                                                 | -                                                                   | 69’                                                                 |
| 7-6-2021                                                            | Riffa                                                               | Bahrein                                                             | 0 – 3                                                               | Iran                                                                | Qual. Mondiali 2022                                                 | 1                                                                   |                                                                     |
| 11-6-2021                                                           | Riffa                                                               | Cambogia                                                            | 0 – 10                                                              | Iran                                                                | Qual. Mondiali 2022                                                 | 1                                                                   | 46’                                                                 |
| 15-6-2021                                                           | Arad                                                                | Iran                                                                | 1 – 0                                                               | Iraq                                                                | Qual. Mondiali 2022                                                 | -                                                                   | 81’                                                                 |
| 2-9-2021                                                            | Teheran                                                             | Iran                                                                | 1 – 0                                                               | Siria                                                               | Qual. Mondiali 2022                                                 | -                                                                   | 81’                                                                 |
| 7-9-2021                                                            | Doha                                                                | Iraq                                                                | 0 – 3                                                               | Iran                                                                | Qual. Mondiali 2022                                                 | 1                                                                   | 87’                                                                 |
| 7-10-2021                                                           | Dubai                                                               | Emirati Arabi Uniti                                                 | 0 – 1                                                               | Iran                                                                | Qual. Mondiali 2022                                                 | 1                                                                   |                                                                     |
| 12-10-2021                                                          | Teheran                                                             | Iran                                                                | 1 – 1                                                               | Corea del Sud                                                       | Qual. Mondiali 2022                                                 | -                                                                   |                                                                     |
| 27-1-2022                                                           | Teheran                                                             | Iran                                                                | 1 – 0                                                               | Iraq                                                                | Qual. Mondiali 2022                                                 | 1                                                                   | 90+2’                                                               |
| 1-2-2022                                                            | Teheran                                                             | Iran                                                                | 1 – 0                                                               | Emirati Arabi Uniti                                                 | Qual. Mondiali 2022                                                 | 1                                                                   |                                                                     |
| 12-6-2022                                                           | Doha                                                                | Algeria                                                             | 2 – 1                                                               | Iran                                                                | Amichevole                                                          | -                                                                   |                                                                     |
| 23-9-2022                                                           | Sankt Pölten                                                        | Uruguay                                                             | 0 – 1                                                               | Iran                                                                | Amichevole                                                          | 1                                                                   | 68’                                                                 |
| 27-9-2022                                                           | Maria Enzersdorf                                                    | Iran                                                                | 1 – 1                                                               | Senegal                                                             | Amichevole                                                          | -                                                                   | 59’                                                                 |
| 21-11-2022                                                          | Al Rayyan                                                           | Inghilterra                                                         | 6 – 2                                                               | Iran                                                                | Mondiali 2022 - 1º turno                                            | 2                                                                   |                                                                     |
| 25-11-2022                                                          | Al Rayyan                                                           | Galles                                                              | 0 – 2                                                               | Iran                                                                | Mondiali 2022 - 1º turno                                            | -                                                                   |                                                                     |
| 29-11-2022                                                          | Doha                                                                | Iran                                                                | 0 – 1                                                               | Stati Uniti                                                         | Mondiali 2022 - 1º turno                                            | -                                                                   |                                                                     |
| 23-3-2023                                                           | Teheran                                                             | Iran                                                                | 1 – 1                                                               | Russia                                                              | Amichevole                                                          | 1                                                                   | 66’                                                                 |
| 28-3-2023                                                           | Teheran                                                             | Iran                                                                | 2 – 1                                                               | Kenya                                                               | Amichevole                                                          | -                                                                   |                                                                     |
| 13-6-2023                                                           | Biškek                                                              | Iran                                                                | 6 – 1                                                               | Afghanistan                                                         | CAFA Nations Cup 2023 - 1º turno                                    | 3                                                                   | 54’                                                                 |
| 16-6-2023                                                           | Biškek                                                              | Kirghizistan                                                        | 1 – 5                                                               | Iran                                                                | CAFA Nations Cup 2023 - 1º turno                                    | 3                                                                   | 75’                                                                 |
| 20-6-2023                                                           | Tashkent                                                            | Uzbekistan                                                          | 0 – 1                                                               | Iran                                                                | CAFA Nations Cup 2023 - Finale                                      | -                                                                   | 42’                                                                 |
| 7-9-2023                                                            | Plovdiv                                                             | Bulgaria                                                            | 0 – 1                                                               | Iran                                                                | Amichevole                                                          | -                                                                   |                                                                     |
| 12-9-2023                                                           | Teheran                                                             | Iran                                                                | 4 – 0                                                               | Angola                                                              | Amichevole                                                          | 2                                                                   | 58’                                                                 |
| 13-10-2023                                                          | Amman                                                               | Giordania                                                           | 1 – 3                                                               | Iran                                                                | Amichevole                                                          | 1                                                                   |                                                                     |
| 17-10-2023                                                          | Amman                                                               | Iran                                                                | 4 – 0                                                               | Qatar                                                               | Amichevole                                                          | -                                                                   |                                                                     |
| 16-11-2023                                                          | Teheran                                                             | Iran                                                                | 4 – 0                                                               | Hong Kong                                                           | Qual. Mondiali 2026                                                 | 1                                                                   | 90+1’                                                               |
| 21-11-2023                                                          | Tashkent                                                            | Uzbekistan                                                          | 2 – 2                                                               | Iran                                                                | Qual. Mondiali 2026                                                 | 1                                                                   |                                                                     |
| 5-1-2024                                                            | Kish Island                                                         | Iran                                                                | 2 – 1                                                               | Burkina Faso                                                        | Amichevole                                                          | 1                                                                   | 46’                                                                 |
| 9-1-2024                                                            | Al Rayyan                                                           | Iran                                                                | 5 – 0                                                               | Indonesia                                                           | Amichevole                                                          | -                                                                   | 46’                                                                 |
| 14-1-2024                                                           | Al Rayyan                                                           | Iran                                                                | 4 – 1                                                               | Palestina                                                           | Coppa d'Asia 2023 - 1º turno                                        | -                                                                   |                                                                     |
| 19-1-2024                                                           | Al Rayyan                                                           | Hong Kong                                                           | 0 – 1                                                               | Iran                                                                | Coppa d'Asia 2023 - 1º turno                                        | -                                                                   | 76’                                                                 |
| 23-1-2024                                                           | Al Rayyan                                                           | Iran                                                                | 2 – 1                                                               | Emirati Arabi Uniti                                                 | Coppa d'Asia 2023 - 1º turno                                        | 2                                                                   |                                                                     |
| 31-1-2024                                                           | Doha                                                                | Iran                                                                | 1 – 1 dts (5 – 3 dtr)                                               | Siria                                                               | Coppa d'Asia 2023 - Ottavi di finale                                | 1                                                                   | 81’, 90+1’                                                          |
| 7-2-2024                                                            | Doha                                                                | Iran                                                                | 2 – 3                                                               | Qatar                                                               | Coppa d'Asia 2023 - Semifinale                                      | -                                                                   | 90+8’                                                               |
| 21-3-2024                                                           | Tehran                                                              | Iran                                                                | 5 – 0                                                               | Turkmenistan                                                        | Qual. Mondiali 2026                                                 | -                                                                   | cap. 84’                                                            |
| 26-3-2024                                                           | Ashgabat                                                            | Turkmenistan                                                        | 0 – 1                                                               | Iran                                                                | Qual. Mondiali 2026                                                 | -                                                                   | cap.                                                                |
| 6-6-2024                                                            | Hong Kong                                                           | Hong Kong                                                           | 2 – 4                                                               | Iran                                                                | Qual. Mondiali 2026                                                 | 3                                                                   | 90+2’                                                               |
| 11-6-2024                                                           | Teheran                                                             | Iran                                                                | 0 – 0                                                               | Uzbekistan                                                          | Qual. Mondiali 2026                                                 | -                                                                   |                                                                     |
| 5-9-2024                                                            | Fulad Shahr                                                         | Iran                                                                | 1 – 0                                                               | Kirghizistan                                                        | Qual. Mondiali 2026                                                 | 1                                                                   | cap.                                                                |
| 10-9-2024                                                           | al-'Ayn                                                             | Emirati Arabi Uniti                                                 | 0 – 1                                                               | Iran                                                                | Qual. Mondiali 2026                                                 | -                                                                   | 90+8’                                                               |
| 10-10-2024                                                          | Tashkent                                                            | Uzbekistan                                                          | 0 – 0                                                               | Iran                                                                | Qual. Mondiali 2026                                                 | -                                                                   |                                                                     |
| 15-10-2024                                                          | Dubai                                                               | Iran                                                                | 4 – 1                                                               | Qatar                                                               | Qual. Mondiali 2026                                                 | -                                                                   | cap. 90+1’                                                          |
| 14-11-2024                                                          | Vientiane                                                           | Corea del Nord                                                      | 2 – 3                                                               | Iran                                                                | Qual. Mondiali 2026                                                 | -                                                                   | cap. 81’                                                            |
| 19-11-2024                                                          | Biškek                                                              | Kirghizistan                                                        | 2 – 3                                                               | Iran                                                                | Qual. Mondiali 2026                                                 | 1                                                                   | cap.                                                                |
| 25-3-2025                                                           | Teheran                                                             | Iran                                                                | 2 – 2                                                               | Uzbekistan                                                          | Qual. Mondiali 2026                                                 | 2                                                                   |                                                                     |
| 5-6-2025                                                            | Doha                                                                | Qatar                                                               | 1 – 0                                                               | Iran                                                                | Qual. Mondiali 2026                                                 | -                                                                   | cap.                                                                |
| 10-6-2025                                                           | Teheran                                                             | Iran                                                                | 3 – 0                                                               | Corea del Nord                                                      | Qual. Mondiali 2026                                                 | 1                                                                   | cap.                                                                |
| Totale                                                              |                                                                     | Presenze (9º posto)                                                 | 94                                                                  |                                                                     | Reti (3º posto)                                                     | 55                                                                  |                                                                     |

## Palmarès

### Club
- Campionato iraniano: 2

Persepolis: 2016-2017, 2017-2018
- Supercoppa dell'Iran: 1

Persepolis: 2017
- Coppa delle Stelle del Qatar: 1

Al-Gharafa: 2019
- Supercoppa di Portogallo: 2

Porto: 2020, 2022
- Campionato portoghese: 1

Porto: 2021-2022
- Coppa del Portogallo: 3

Porto: 2021-2022, 2022-2023, 2023-2024
- Coppa di Lega portoghese: 1

Porto: 2022-2023

### Nazionale
- CAFA Nations Cup: 1

2023

### Individuale
- Capocannoniere del campionato iraniano: 2

2015-2016 (16 gol), 2016-2017 (18 gol)
- Capocannoniere del campionato portoghese: 2

2019-2020 (18 gol, a pari merito con Carlos Vinícius e Pizzi), 2022-2023 (22 gol)
- Miglior giocatore della Supercoppa di Portogallo: 1

2022
- Gol della stagione UEFA: 1

2020-2021
- Capocannoniere della CAFA Nations Cup: 1

2023 (6 reti)
- Miglior giocatore della CAFA Nations Cup: 1

2023
- Pallone d'oro iraniano 2025 : 1